# 존 매코널
존 매코널(John McConnell, 1958년 11월 13일 ~ )은 미국의 배우, 라디오 DJ이다.
배턴루지에서 태어났다.

## 출연 작품
- 더 듀얼 (2016년) - 사울 역
- 다크 하우스 (2016년) - 맥더못 역
- 리턴 투 센더 (2015년)
- 장고: 분노의 추적자 (2012년)
- 링컨: 뱀파이어 헌터 (2012년)
- 조나 헥스 (2010년)
- 알라바마 문 (2009년) - Mr. 미첼 역
- 레더헤즈 (2008년)
- 루피언 (2007년)
- Flakes (2007)
- 리핑 - 10개의 재앙 (2007년) - 브룩스 역
- The Novice (2006년)
- 글로리 로드 (2006년)
- 데자뷰 (2006년)
- 디파티드 (2006년)
- 윈-딕시 때문에 (2005년)
- 미라클 런 (2004년)
- 미스터 3000 (2004년)
- 레이디킬러 (2004년) - 보안관 대리 역
- 비하인드 더 선 (2002, The Badge)
- 몬스터 볼 (2001년) - 하비 역
- 바이오 포스 (1995년)
- 위험한 질주 (1995년)
- 뱀파이어와의 인터뷰 (1994년)
- 리틀 킹 (1993년)
- 델타 히트 (1992, Delta Heat)
- Convicts (1991)
- 타이거 전사 (1990년)
- 밀러스 크로싱 (1990년)

### 텔레비전
- 트레메 (2010-11)